# Канифольнинский сельсовет
Канифольнинский сельсовет — сельское поселение в Нижнеингашском районе Красноярского края.
Административный центр — посёлок Канифольный.

## История
Статус и границы сельского поселения установлены Законом Красноярского края от 3 декабря 2004 года № 12-2637 «Об установлении границ и наделении соответствующим статусом муниципального образования Нижнеингашский район и находящихся в его границах иных муниципальных образований»

## Население
| 2010 | 2012  | 2013  | 2014  | 2015  | 2016  | 2017  |
| ---- | ----- | ----- | ----- | ----- | ----- | ----- |
| 1849 | ↘1790 | ↘1747 | ↘1713 | ↘1697 | ↘1651 | ↘1632 |

## Состав сельского поселения
В состав сельского поселения входят 4 населённых пункта:
| № | Населённый пункт | Тип населённого пункта          | Население |
| - | ---------------- | ------------------------------- | --------- |
| 1 | Бельняки         | посёлок                         | 455       |
| 2 | Канифольный      | посёлок, административный центр | 1310      |
| 3 | Лебяжье          | посёлок                         | 44        |
| 4 | Прохладный       | посёлок                         | 40        |

В 2021 году был упразднён посёлок Ревучий

## Местное самоуправление
Дата избрания: 04.03.2012. Срок полномочий: 5 лет. Количество депутатов: 10
Глава муниципального образования
- Островень Татьяна Александровна. Дата избрания: 04.03.2012. Срок полномочий: 5 лет